# Trisetaria macrochaeta
Trisetaria macrochaeta är en gräsart som först beskrevs av Pierre Edmond Boissier, och fick sitt nu gällande namn av René Charles Maire. Trisetaria macrochaeta ingår i släktet Trisetaria och familjen gräs. Inga underarter finns listade i Catalogue of Life.